# 义乌小鲵
义乌小鲵（学名：Hynobius yiwuensis）一种分布于中华人民共和国浙江省的两栖动物，隶属于小鲵科小鲵属。

## 形态特征
成年义务小鲵全长99～115毫米，雄性比雌性长。身体呈圆柱状，头部呈卵圆形。背部主要为黑褐色，散布银白色斑点，繁殖季节在水草从中，体色变浅，一般为淡草绿色，腹面灰白色。

## 分布
义乌小鲵目前仅分布于浙江义乌、萧山、温岭和舟山等地海拔100～200米的丘陵山地。